# Гірнича промисловість Литви
Гірнича промисловість Литви обмежена видобутком торфу і будівельних матеріалів, включаючи глини, піски і гравій. Частка гірничої промисловості у ВВП становить 0,5% (на 1998-99 рр.). В ній зайнято 1600 чол.

## Окремі галузі
Видобуток нафти в Литві в 2001 становив бл. 464 тис.т, що на 47% більше від 2000. Найбільший продуцент нафти в республіці в 2001 — литовсько-данська компанія Minijos Nafta, видобула 294 тис.т (зростання 91% до 2000). Найстаріша литовська нафтова компанія Genciu Nafta видобула 77,800 тис.т (зростання 22%). Компанія Geonafta виробила 68,6 тис.т нафти (25% зростання до 2000). Компанія Manifoldas також збільшила видобуток нафти на 200% — до 23,6 тис.т. Але подальші перспективи видобутку нафти не є оптимістичними внаслідок відсутності достатньої кількості розвіданих запасів [Mining Annual Review 2002].
Запаси нафти, що видобуваються в литовській економічній зоні шельфу Балтійського моря оцінюються в 20, а на континентальній частині 60 млн т.
Переробку литовської нафти здійснюють польські партнери та з-д в Мажейкяє (Mazeikiu Nafta). Нафтоперегінний завод в Мажейкяє, розташований за 100 км від морського узбережжя, має потужність бл. 7 млн т, що перевищує потреби країни, але залежить від іноземного постачання сирої нафти, в основному з Росії. Крім того, побудований нафтовий термінал на Балтійському морі в Бутінге, так що тепер нафту можна отримувати і від інших постачальників (наприклад, Фінляндії).
Торф. Промисловий видобуток торфу ведеться на 55 родовищах. Застосовується фрезерний спосіб.
Видобуток нерудних буд. м-лів — найважливіша галузь гірн. промисловості. На тер. Л. діє бл. 290 підприємств, які розробляють родов. нерудних буд. м-лів відкритим способом. Для розкривних робіт використовуються бульдозери, скрепери і екскаватори. Видобуток доломіту, вапняку ведеться вибуховим способом з подальшим навантаженням екскаваторами; піску, гравію — одноковшовими екскаваторами, рідше землесосами; глини — одно- і багатоковшовими екскаваторами. Розробляються бл. 250 піщано-гравійних родовищ. Пісок для виробництва цегли добувають на 7 родовищах. Скляні піски добувають на родов. Анікщяй. Розробляють дек. родов. вапняку, доломіту, десятки родов. цегельних, цементних та керамзитових глин. У районі Акмене, який став центром виробництва цементу, ведеться видобуток вапняків.
Видобуток вод питної якості ведеться з глиб. 50-200 м буровими свердловинами (понад 11 тис.), водовідбір 1,5 млн м3/добу. Водовідбір мінеральних вод для бальнеологічних цілей 1600 м3/добу (Друскінінкай, Бірштонас, Паланга і Лікенай).

## Наукові установи, підготовка кадрів
Наукові дослідження з геології ведуть Литов. наук.-досл. геолого-розвідувальний інститут (засн. в 1963), Вільнюський державний університет (засн. в 1579), Вільнюський педагогічний інститут (1944). Фахівців з геології готує Вільнюський університет.